# تیم ملی فوتبال زنان قرقیزستان
تیم ملی فوتبال زنان قرقیزستان (انگلیسی: Kyrgyzstan women's national football team) نماینده فوتبال زنان این کشور در رده ملی است و تحت نظارت فدراسیون فوتبال قرقیزستان قرار دارد.